# Lauan
Lauan är ett austronesiskt språk som talas på öarna i östra Fiji. Det fanns ungefär 16000 som talade språket aktivt år 1981.